# Korinthosz ostroma
A Korinthosz ostroma (franciául Le siège de Corinthe) Gioachino Rossini háromfelvonásos operája. Szövegkönyvét Luigi Balocchi és Alexandre Soumet írták Cesare della Valle Maometto II. című színműve alapján. Ősbemutatójára 1826. október 9-én került sor a párizsi operaházban.
A mű az 1820-ban bemutatott olasz nyelvű II. Mohamed francia változata, annak szövegében és zenéjében is átdolgozott új verziója.

## Szereplők
| Szereplő                     | Hangfekvés |
| ---------------------------- | ---------- |
| Kleomenész, Korinthosz ura   | tenor      |
| Pamira, a lánya              | szoprán    |
| Neoklész, fiatal görög tiszt | tenor      |
| II. Mohamed szultán          | basszus    |
| Adraszto                     | tenor      |
| Jero                         | basszus    |
| Omár                         | basszus    |

## Cselekménye
Helyszín: Korinthosz, Görögország
Idő: 15. század
II. Mohamed török szultán serege Korinthosz várát ostromolja. A vár ura, Kleoménesz, egy görög tisztnek, Neoklésznek ígérte oda lánya, Pamira kezét, de a lány titokban eljegyezte magát egy Almanzor nevű athéni fiúval. A törökök betörnek a városba és csak a fellegvár marad a görögök kezén. Pamira, Kleoménesz és Neoklész fogságba esnek. Pamira a szultán személyében ráismer athéni szerelmére, aki inkognitóban tartózkodott megismerkedésük idején a görög városban. Mohamed is boldog, hogy rátalált a lányra. Elhatározzák, hogy összeházasodnak. Kleomenész kitagadja lányát. Neoklész bátor helytállása azonban rábírja a lányt, hogy megváltoztassa szándékát és visszatérjen övéihez. A vár védői az ostromlók elől a temetőbe szorulnak. Apa és lánya itt egymásra talál. A szultán Pamirát keresi, de a lány szíven szúrja magát. II. Mohamed győzött, de személyes gyásza árnyékot vet diadalára.

## Híres részletek
- L'heure fatale approche - Juste ciel! Ah! ta clemence - Pamira áriája

## Diszkográfia
Luciana Serra (Pamira), Marcello Lippi (II. Mohamed), Dano Raffanti (Kleomenész) stb.; Genovai Carlo Felice Színház Ének- és Zenekara, Prágai Filharmónia Énekkara, vez.: Paolo Olmi (Genova, 1992. július, élő felvétel) Nuova Era 7372/73